# Крушение на станции Користовка
Крушение на станции Кори́стовка — лобовое столкновение электровоза ЧС4-005, следовавшего с поездом № 635 Кривой Рог — Киев и электровоза ЧС4-071, следовавшего со скоростным поездом № 38 Киев — Донецк на станции Користовка Одесской железной дороги в 3:02 6 ноября 1986 года. Крупнейшая железнодорожная катастрофа на Украине.

## Хронология событий
6 ноября 1986 года в 3:02 на станции Користовка Одесской железной дороги (посёлок Приютовка, Кировоградская область) произошло лобовое столкновение электровоза ЧС4-005, следовавшего с поездом № 635 Кривой Рог — Киев под управлением машиниста Артура Галущенко и помощника машиниста Анатолия Шишко (локомотивное депо имени Тараса Шевченко) и электровоза ЧС4-071, следовавшего со скоростным поездом № 38 Киев — Донецк под управлением машиниста 3-го класса Валерия Лазаренко и помощника машиниста Юрия Шастуна (локомотивное депо Киев-Пассажирский) по причине сна локомотивной бригады электровоза ЧС4-005.
Машинист локомотивного депо Имени Тараса Шевченко Артур Галущенко (ЧС4-005 с поездом № 635 Кривой Рог — Киев) после станции Пятихатки передал управление электровозом помощнику машиниста Анатолию Шишко и во время прибытия поезда на станцию Користовка действия его не контролировал, уснув на посту. Помощник машиниста Анатолий Шишко после проследования входного светофора с двумя жёлтыми огнями при движении по участку, не оборудованному путевыми устройствами автоматической электровозной сигнализации, снизил скорость до 30,7 км/час, а затем уснул на посту, как и машинист Артур Галущенко. 
Машинист Артур Галущенко и его помощник Анатолий Шишко далее не реагировали на сигналы и вызовы дежурной по станции и не принимали мер к остановке электровоза перед светофором с запрещающим сигналом, допустила его проезд, взрез стрелочного перевода и лобовое столкновение со встречным электровозом ЧС4-071 со скоростным поездом № 38 Киев — Донецк, следовавшим по станции по второму главному пути без остановки.
Когда машинист Валерий Лазаренко и помощник машиниста Юрий Шастун (ЧС4-071) заметили прожектор ЧС4-005, проехавшего запрещающий сигнал, Валерий Лазаренко применил экстренное торможение, но из-за скорости 65 км/ч и расстояния 50 м, лобового столкновения избежать не удалось. В результате кабина ЧС4-071 тут же уничтожилась и тот получил обратное ускорение, уничтожил 2 первых вагона скоростного поезда № 38 Киев — Донецк и встал почти в вертикальное положение, кабина ЧС4-005 также тут же уничтожилась и тот также получил обратное ускорение и задом смял первый вагон поезда № 635 Кривой Рог — Киев. В результате крушения погибли 44 человека, 100 пострадали, выжили обе локомотивные бригады, но машинист электровоза ЧС4-005 Артур Галущенко и его помощник Анатолий Шишко получили тяжёлые травмы, машинист электровоза ЧС4-071 Валерий Лазаренко и его помощник Юрий Шастун были серьёзно ранены.

## Последствия крушения и судебный процесс
В результате крушения до степени исключения из инвентаря разбиты электровозы ЧС4-005 и ЧС4-071 и 3 пассажирских вагона (2 вагона скоростного поезда № 38 Киев — Донецк и 1 вагон поезда № 635 Кривой Рог — Киев). Погибло 44 человека, ранено 100 человек, из них 27 тяжело. Оба электровоза списаны 15 июня 1987 года, а электровоз ЧС4-071 и 2 первых вагона скоростного поезда были порезаны на месте крушения.
27 декабря 1986 года в Киеве состоялся суд, в процессе которого машинист Артур Галущенко получил 15 лет лишения свободы за то, что в момент прибытия на станцию Користовка не контролировал действия своего помощника Анатолия Шишко, уснул на посту, не реагировал на сигналы и вызовы дежурной по станции и допустил проезд запрещающего сигнала и взрез стрелочного перевода, помощник машиниста Анатолий Шишко получил 12 лет лишения свободы за тоже самое. Артур Галущенко отсидел в тюрьме под Киевом 7 лет, вышел за хорошее поведение и выйдя стал работать в локомотивном депо Имени Тараса Шевченко бригадиром ремонтного цеха, а Анатолий Шишко отсидел 8 лет в Криворожском учреждении исполнения наказаний № 3 (разг. «Бублик») и вышел оттуда тоже за хорошее поведение. 

## Аналогичные случаи
- Крушение двух электричек на Балтийском вокзале в Таллинне
- Лобовое столкновение на станции Шалашская